# Mestia (distrikt)
Mestia (georgiska: მესტიის მუნიციპალიტეტი, Mestiis munitsipaliteti) är ett distrikt i Georgien. Det ligger i regionen Megrelien-Övre Svanetien, i den nordvästra delen av landet, 240 km nordväst om huvudstaden Tbilisi. Administrativt centrum är staden Mestia.